# Карл Шмітт

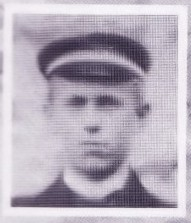
Carl Schmitt (1904)

Карл Шмітт (нім. Carl Schmitt) (11 липня 1888, Плеттенберг – 7 квітня 1985, там само) — німецький юрист — дослідник державного (конституційного) права, філософ і політичний теоретик, політичний філософ, чільний представник Консервативної революції. Завдяки численним роботам щодо політичної влади і примусу був одним із найяскравіших у теорії права і політології І-ї пол. ХХ ст. Водночас і однією з найбільш суперечливих фігур того часу як «Коронований юрист Третього рейху» з неоднозначною репутацією після 1945 року, коли його роботи тривалий час не були в науковому обігу. Праці Шмітта вплинули на розвиток теорії політики, права, європейської філософії (особливо ультраправої і неоконсервативної в Західній Європі і Росії) XX—XXI століть.

## Життєпис
Карл Шмітт народився в 1888 році у крихітному містечку Плеттенберг на заході Німеччини. Його сім'я була католицькою, дрібнобуржуазною, але поважною. Батько Шмітта завідував церковною касою, так що йому була звична та інтимно близька не лише догматична і культова, а й повсякденна, рутинна сторона католицизму, яка завжди залишалась найважливішою частиною його життєвого шляху. У 1907 році він, бідний, провінційний і скромний, приїжджає в Берлін вивчати юриспруденцію. Навіть через багато років, в глибокій старості, Шмітт, згадуючи про роки навчання до Берліну, каже, що відчував себе чужаком в цьому протестантському місті, з його «помилковим блиском», з його тягою до модерну. Можливо, саме тому після двох семестрів у Берліні він продовжує навчання в Страсбурзі і Мюнхені. Навряд чи його можна назвати чиїмось учнем — якщо розуміти під учнівством щось більше, ніж відвідини лекцій і проходження іспитів. В нього не залишилося добрих спогадів про університетських професорів, зате до кінця днів у нього збереглися добрі стосунки зі своїм старшим другом, поетом Теодором Дойблером (1876—1934), стосунки з яким зав'язуються у 1912 році, вже після університету. Тяга до богеми, до мистецької еліти помітна у Шмітта з юнацьких років. Дойблер — лише одне з багатьох знайомств цих років, але саме воно переростає в справжню дружбу. Честолюбний молодий юрист, вищою мірою націлений на професійну кар'єру, потребує постійних впливових покровителів, надійного джерела доходів. Він виконує рутинну юридичну роботу в конторі — і він же може разом з Дойблером вирушити у чотиритижневу мандрівку (відтворюючи улюблений німецький романтичний образ дружніх пригод, відроджений в цей час німецьким молодіжним рухом, у якому, до речі, відчувався сильний вплив католицизму) . 
Перша світова війна — найважливіша подія в житті людей його покоління. Шмітт не належить до тих чутливих натур, які вражені її жахами — власне жахів він не відчуває. Вступивши до армії добровольцем, він потрапляє в штаб-квартира, спочатку до резервної частини, потім прикомандирований до ставки заступника командувача першого армійського корпусу в Мюнхені. Якась незрозуміла історія з травмою спини — чи то в результаті падіння з коня, чи стара хвороба. Шмітт залишається всі роки війни у Мюнхені, просувається по службі (він працює в армійській цензурі), отримує нагороду, зав'язує знайомства серед військових. 
У 1915 Шмітт одружується з Павлою (фон) Доротич. І дворянський титул, і навіть сербське походження викликають сумнів, вона взагалі надзвичайно сумнівна, ця жінка, так що одруження певною мірою не менш екстравагантний вчинок Шмітта, ніж його дружба з Дойблер. Дуже скоро виявляється, що шлюб цей, м'яко кажучи, невдалий. Подружжя живе порізно, у різних містах, але ще довго, аж до початку 20-х років Шмітт підписує свої твори подвійним ім'ям: Шмітт-Доротич. Коли ж він, нарешті, має намір розірвати цей шлюб, католицьке духовенство не дає на це згоди — Шмітт робить щонайменше дві спроби домогтися позитивного рішення у вищих церковних інстанціях, але безуспішно. Проте у 1926 році він одружується вдруге, опиняючись, таким чином на довгі роки поза церквою. Лише у 1946-му, в таборі для інтернованих у Берліні, він знову прислуговує під час меси. У 1919 Шмітт знайомиться з Максом Вебером, відвідує його семінар для молодих викладачів, доповіді, лекції, в тому числі і знамениту доповідь «Наука як покликання і професія». Шмітт входить до вузького кола близьких до Вебера людей, але навряд чи вони можуть зійтися по-справжньому: через різницю у віці та світоглядні питання.  
У 1919 Шмітт починає викладати. Його перше місце — Вища торгова школа в Мюнхені. В цьому ж році починається найбільш плідний період його наукової діяльності - у світ виходить «Політичний романтизм», завершальна частина його попереднього етапу розвитку. Це прощання зі своєю юністю, з тим, до чого за самою суттю своєю натури він повинен був відчувати тяжіння. 1921-й — ще одна важлива віха. Книга «Диктатура» — це, власне, і є «той самий Шмітт», який досліджує власну область політичного, ставить на чільне місце проблему надзвичайного стану, суверенного рішення, крихкості і ненадійності ліберальної парламентської демократії. Знаючи про подальшу еволюції Шмітта і, тим більше, — про те, до чого у 30-х роках прийшла Німеччина, можна зробити висновок, ніби Шмітт спочатку прагнув до руйнування основ німецького парламентаризму та був апологетом тоталітарної диктатури. Такий висновок нерідко робили і роблять досі. Але він несправедливий. Книга про диктатуру написана ще до всього, тоді, коли повної ясності не було навіть з італійським фашизмом (яким Шмітт вже незабаром захопився), коли навіть комуністична диктатура була лише частково відома і далеко ще не сформувалася у той режим, яким він постає в роки свого розквіту. Шмітт не підганяє розвиток, не намагається зруйнувати Веймарську республіку, ще не агітував. Його роботи були цілком «нормальними» — вони вписувалися у рамки тогочасних дискусій і вражали глибиною думки та незвичайною точністю, а не рішучою несумісністю з панівним політичним ладом і правопорядком. Католицька і консервативна орієнтація Шмітта були тоді безсумнівні, і це повною мірою виявляється у найближчі роки. Шмітт не стає прихильником радикальних партій. Він взагалі дуже обережний, обережний до крайності, іншим здається до боязкості. Його критика слабостей лібералізму передбачає уважне ставлення до духовних альтернатив, до радикального заперечення і радикального твердження. При цьому не будемо  забувати, що Шмітт юрист, духовно-політичні симпатії і антипатії якого не заперечують визнання цінності права держави. Право ж реалізується в державі, яка існує тут і зараз. Хиткість держави небезпечна для права. Хиткість держави зумовлена боротьбою партій. Боротьба партій у публічній політиці — необхідний атрибут лібералізму, але не демократії. «Влада народу» — одна з ключових очевидностей сучасності — може бути не ліберальною. Ось коло ідей, які розвиваються Шміттом.  
В середині 20-х Шмітт — зразковий німецький професор. Він працездатний, пихатий, уразливий, упертий, невтомний в полеміці, вищою мірою відчуває свою приналежність до наукової касти і тому до крайності педантичний в питаннях статусу, але забуває про професорську зарозумілість тим більше, чим вище наукові обдарування його співрозмовника. Йому не чужа екстравагантність — шлюб з Павлою Доротич розірваний без дозволу церкви, новий шлюб (1926) з Душкою Тодорович не може бути церковним, відносини з церквою стають напруженими.
Шмітт пише «Політичну теологію» (1922), «Римський католицизм і політичну форму» (1923), «Духовно-історичний стан сучасно парламентаризму» (1923), «Поняття політичного» (1927), «Вчення про конституцію» (1928), «Гарант конституції» (1930), «Легітимність і легальність» (1932), — роботи, на яких заснована його наукова репутація не тільки в Німеччині, але й за її межами. Він отримує професорські посади: 1921  — Грайфсвальд, 1922-28  — Бонн, 1928 —1933  — Берлін, у тому ж 1933 - Кельн, а потім знову  Берлін. Тут він залишається до 1945 року, і ця посада остання. У 1920-ті роки Шмітт — один з найвідоміших європейських юристів, значення його праць важливе не тільки для професійних правознавців, а й для соціологів, філософів, теологів.  
Сам Шмітт аж ніяк не хотів бути політичним радикалом, ані правим, ані лівим, він «консервативний революціонер». Існує стійка традиція зараховувати його саме до цієї духовно-політичної течії. Є й прямо протилежна точка зору: Шмітт — критик політичного романтизму — ніколи не міг бути в числі його ідейних спадкоємців. Як би там не було, але зв'язок Шмітт в цих колах мав, та й не просто зв'язок. Саме в ці роки починається його багаторічна дружба з Ернстом Юнгером. Шмітт всього лише на сім років старший за Юнгера, вони дуже різні: і за життєвим досвідом, і за темпераментом, і (принаймні спочатку) за політичними орієнтаціями. І все-таки щось тягне їх один до одного, не просто симпатії, але якась глибинна спорідненість, що збереглась на довгі роки, мало не до останніх днів. 
У ті роки починається тісна дружба Шмітта з відповідальним урядовцем Йоханнесом Попіц, консерватором, який пізніше працював міністром фінансів Пруссії і при націонал-соціалістичному режимі, жертвою в самому кінці війни. Попіц був одним з активних учасників змови проти Гітлера, його пам'яті Шмітт присвятив одну з найзначніших публікацій повоєнних років — «Твори з конституційного права 1924—1954 рр.», На дружбу з ним він посилався, коли доводив, що не був активним і переконаним націонал-соціалістом. Цікаво тут те, що Попіц високо цінував Шмітта, не залучав його до відповідальних політичних справ та кіл, де ухвалювалися найважливіші рішення. Кажуть, що він недарма залишив його в стороні від змови: чи то беріг, то чи не був упевнений в достатній твердості або враховував нестриманість свого друга. Але відзначимо, крім того, ще одне: навіть за часів Веймарської республіки Попіц не вважав Шмітта серйозним політиком. У реальній політиці Шмітт, на його думку, не тямив. Йому довіряли фундаментальні і концептуальні питання. Його цінували як експерта-юриста, блискучий дар публіциста теж був належним чином відзначений. Але стратегія і тактика реальної політики, розклад фактичних сил і подібні речі — все це не було його стихією, а нездатність розбиратися в людях, загальна непрактичність були широко відомі. 
На початку 1933-го Шмітт виявляється, за власним вибором, поза активною політикою. Але він не може протистояти спокусі знову бути при великій справі, коли після березневих виборів до Рейхстагу і горезвісного Закону про надзвичайні повноваження, завдяки якому націонал-соціалісти захопили владу, йому пропонують взяти участь у розробці нового законодавства. Новий режим має потребу в ньому і Шмітт приймає його, крім того, заінтригований можливістю ближче пізнати, що собою являє націонал-соціалізм як політична сила. Йому стає зрозумілим, що незабаром націонал-соціалісти повністю захоплять весь апарат влади, без допомоги і без участі консерваторів. Саме так Шмітт наближається до рішення вступити до НСДАП. Надії на те, що рейхсвер втрутиться у розвиток подій, швидко тануть, Шмітт все активніше ототожнює себе з режимом. У липні 1933 року він стає прусським державним радником, в жовтні отримує "головну" юридичну кафедру країни, місце професора у Берлінському університеті. Починається нова епоха. З'являється новий Шмітт — все менш впізнаваний для друзів і колег. Він вступає до НСДАП 1 травня 1933, у день, оголошений офіційним святом праці. 
Автор статті «Фюрер захищає право», прусський державний радник, керівник імперської секції викладачів права у вищій школі, головний редактор журналу «Німецьке право». Саме Шмітт, відкриваючи 3-4 жовтня 1936 представницький (400 учасників, серед яких близько сотні викладачів вищої школи) конгрес «Єврейство в науці про право», заявляє: "Все, що фюрер говорить про єврейську діалектику, ми повинні знову і знову повторювати собі і нашим студентам, щоб уникнути найбільшої небезпеки, укладеної в усіх нових маскуваннях і вивертах. Тільки одного емоційного антисемітизму тут недостатньо, потрібна заснована на пізнанні впевненість. Расовому вченню ми зобов'язані знанням відмінності між євреями і всіма іншими народами". Саме на цій конференції Шмітт запропонував вважати твори німецьких авторів єврейського походження перекладами з єврейської мови, поміщати їх у бібліотеках в розділ «Judaica» і, якщо в разі крайньої необхідності можна обійтися без цитат, позначати ці тексти шестикутною зіркою, щоб легко відрізняти їх від справді німецьких. 
Його справи йдуть блискуче до 1936 року, коли незадоволені його стрімким сходженням колеги та діячі СС, які швидко набрали силу, вчинили проти нього змову. Шмітту пригадали все: і його католицтво, і зв'язок з Партією Центру, і роботи на підтримку Веймарської конституції, колишню ставку на консерваторів, а також, звичайно, те, що його основні роботи після 1933-го не є суто апологетикою режиму як єдино вірного та можливого, а дослідженням, що цінність порядку, держави і стабільності взагалі все одно залишається вищою, ніж цінність нацистської держави. 
Усе дійсно могло скінчитися концтабором або ще гірше. Від жахливої долі Шмітта врятував особисто Герінг — можливо, не стільки з особистих симпатій, скільки через суперництво з СС. Відомий його лист головному редактору есесівської газети «Чорний корпус», що відкрила кампанію проти Шмітта, Гюнтеру д 'Алькену, у якому Герінг недвозначно вимагає припинити нападки не тому, що вони несправедливі, а тому, що, як прусський державний радник, Шмітт знаходиться в розпорядженні Герінга і подібні акції сприймаються ним, прем'єр-міністром Пруссії, як вторгнення до сфери його компетенції. На відміну від Герінга, безпосередній начальник Шмітта по Академії німецького права, Франк, не мав наміру його захищати. Він відрапортував, що зміщує його з усіх керівних посад. Шмітту залишається тільки посада професора Берлінського університету, Франк, не стільки з марнославства, скільки з міркувань безпеки — вимагає, щоб величали його не «пан професор», а «пан прусський державний радник». Відсторонення від активної політики благотворно впливає на його наукову діяльність Шмітта. У 1938-му він пише книгу про «Левіафана» Томаса Гоббса, один з найбільш глибокодумних своїх творів, у 1942 році — крихітну, але дуже важливу книжку «Земля і море». Шмітт присвячує все більше уваги філософській та історичній проблематиці міжнародного права. 
1945 рік він зустрічає як цілком академічний вчений, зберігаючи присутність духу навіть під час бомбардувань (в 1943-му будинок, у якому він жив, був зруйнований бомбардуванням). Після цього відбувається арешт, перебування в таборі для «важливих осіб» протягом семи місяців, звільнення, новий арешт і допити в Нюрнберзі, де Шмітт поміщений у камеру для свідків. Із свідка він міг стати обвинуваченим. Навряд чи його чекала б тоді така ж доля, як його колишніх заступників Герінга і Франка, засуджених до повішення. Однак більш-менш тривале ув'язнення було ймовірним. Однак, за результатами допитів Шмітт було випущено на свободу, оскільки його вина, як було встановлено, носить лише моральний, а не юридичний характер. 
У 1947-му він виходить на свободу, залишившись практично без засобів до існування. У нього немає ані будинку, ані бібліотеки (вона була конфіскована американцями, згодом вдалося її повернути, але місця для неї в нових, обмежених умовах Шмітт знайти вже не зміг), ані грошей. Довелося повертатися до рідного Плеттенбергу. Тут він проживає в маленькому будиночку разом з кількома родичами. У 1950 році його дружина вмирає, залишається дочка, названа на честь дружини (але латинською мовою) Анімою. Шмітт ще намагається якось знайти собі місце у новому житті, намагався поїхати до Латинської Америки, але безуспішно. Йому ще кілька років не дають паспорт. Рік проходить за роком, стає зрозуміло, що місце професора йому не знайти. Разом з тим, поступово з'являються старі друзі (одним з перших — Ернст Юнгер), які допомагають пережити важкий час, видавництва знову починають приймати його книги. Молоді вчені з-за кордону (зокрема, Якоб Таубес, в майбутньому іменитий французький соціолог, учасник Опору Жюльєн Фройнд) шукають знайомства зі Шміттом. Мало-помалу життя налагоджується. Біографії Шмітта, яка була у роки його розквіту, настає кінець. Академічний остракізм не припиняється, його оцінки та політико-юридичний аналіз далеко не відіграють тієї ролі, яку вони грали у попередні епохи. 
Він прожив ще дуже довго, пережив і дружину, і доньку, і більшість друзів (за винятком Ернста Юнгера). Він ще встиг стати невтомним мандрівником, знову скуштувати світової популярності, випустити перевидання ранніх робіт, насолодитися найкращими ученими дискусіями, переселитися до нового будинку. До його 70-річчя та 80-річчя виходять ювілейні збірники, до 90-річчя — спеціальний номер «Європейського журналу з соціальних наук» — все, як і має бути в іменитого професора. З 50-х років бельгійський вчений П. Томіссен веде бібліографію робіт Шмітта та про самого Шмітта — вона розростається до фантастичних розмірів. Багато разів за ці роки Шмітт повертається до фатальних тридцятих років. Він виправдовується і доводить що, подібно до Гайдеґґера, не кається ні в чому. 

## Науковий доробок

### Конституціоналізм
Карл Шмітт був першим, хто започаткував правничу дискусію про конституційну норму та конституційну реальність. Він показував, що парламентаризм нездатний функціонувати в умовах масової демократії, що він втратив «своє підґрунтя і свій сенс». Його ідеї поширювалися далеко за межі юридичних кіл завдяки популярній брошурі, в якій він відкрито обстоював намір «викрити останнє зерно інституції сучасного парламентаризму».
Студії Шмітта радше нагадували політичну соціологію чи політичну історію ідей, аніж юриспруденцію. Дієвість і водночас ризик його методу полягав у надзвичайно гострому дослідженні сучасної конституційної ситуації в Німеччині і її невідповідність ідеалу цієї інституції. Він порівнював ідеал парламентаризму, який розвивали теоретики лібералізму XIX ст., особливо французькі конституціоналісти, із фактичною ситуацією Веймарської республіки.
Беззаперечно, Шмітт зробив внесок у науку, залучивши до царини публічного права новий суттєвий компонент — соціологічний підхід та історію ідей. Проте вирішальним для політичного впливу Шмітта та його численних прибічників залишається те, що вони ніколи навіть не намагалися перевірити, чи не були ці політичні та суспільні зміни адаптацією політичних інституцій, розроблених лібералізмом, до нових реальних відносин.
У своїй конституційній теорії 1928 року Шмітт розділив веймарську конституцію на громадянсько-державну та політичну частину. У тексті 1932 р. він вже довів це розрізнення до розподілу на дві несумісні частини. Спираючись на дослідження конституційних реалій, він вважав громадянсько-державну частину конституції історично застарілою і стверджував, що німецька конституційність може бути врятована лише через корекцію другої основної частини конституції відповідно до нових політичних та соціальних відносин. Ця друга частина конституції поряд із основними правами включала також і настанови щодо шкільної системи, церкви, економіки тощо. Її він критикував за те, що вона являла собою не однозначні рішення, а «докучливі компромісні формулювання».
Полеміка Шмітта з панівним позитивістським підходом у статті «Законність і легітимність» (1932) спрямовувалася проти саморуйнівного уявлення про демократію, за яким, відповідно до статті 76 конституції Веймарської республіки, суттєві елементи конституції можуть бути легітимно ліквідовані. З цього погляду його вчення зробило великий крок уперед порівняно зі старою школою. Він прийшов до розуміння того, що конституція у своїх основних цінностях не може змінюватися за довільною схемою, вигідною тимчасовій більшості, а має бути захищена самою ж конституцією від можливих зазіхань більшості — неважливо, звичайної чи кваліфікованої.

## Твори
- Über Schuld und Schuldarten. Eine terminologische Untersuchung. 1910.
- Gesetz und Urteil. Eine Untersuchung zum Problem der Rechtspraxis. 1912.
- Schattenrisse. (In Zusammenarbeit mit Dr. Fritz Eisler veröffentlicht unter dem gemeinsamen Pseudonym Johannes Mox Doctor Negelinus) 1913.
- Der Wert des Staates und die Bedeutung des Einzelnen. 1914.
- Theodor Däublers ‚Nordlicht‘: Drei Studien über die Elemente, den Geist und die Aktualität des Werkes. 1916.
- Die Buribunken. in: Summa 1/1917/18, 89 ff.
- Politische Romantik. 1919. (Digitalisat)
- Die Diktatur. Von den Anfängen des modernen Souveränitätsgedankens bis zum proletarischen Klassenkampf. 1921.
- Politische Theologie. Vier Kapitel zur Lehre von der Souveränität. 1922.
- Die geistesgeschichtliche Lage des heutigen Parlamentarismus. 1923.
- Römischer Katholizismus und politische Form. 1923.
- Die Rheinlande als Objekt internationaler Politik. 1925.
- Die Kernfrage des Völkerbundes. 1926.
- Der Begriff des Politischen. In: Archiv für Sozialwissenschaften und Sozialpolitik. Bd. 58 (1927), S. 1 bis 33.
- Volksentscheid und Volksbegehren. Ein Beitrag zur Auslegung der Weimarer Verfassung und zur Lehre von der unmittelbaren Demokratie. 1927.
- Verfassungslehre. 1928.
- Hugo Preuß. Sein Staatsbegriff und seine Stellung in der dt. Rechtslehre. 1930
- Der Völkerbund und das politische Problem der Friedenssicherung. 1930, 2. erw. Aufl., 1934.
- Der Hüter der Verfassung. 1931 (Erweiterung eines Aufsatzes von 1929).
- Der Begriff des Politischen. 1932 (Erweiterung des Aufsatzes von 1927).
- Legalität und Legitimität. 1932.
- Staat, Bewegung, Volk. Die Dreigliederung der politischen Einheit. 1933.
- Das Reichsstatthaltergesetz. 1933.
- Staatsgefüge und Zusammenbruch des Zweiten Reiches. Der Sieg des Bürgers über den Soldaten. 1934.
- Über die drei Arten des rechtswissenschaftlichen Denkens. 1934.
- Der Leviathan in der Staatslehre des Thomas Hobbes. 1938.
- Die Wendung zum diskriminierenden Kriegsbegriff. 1938.
- Völkerrechtliche Großraumordnung und Interventionsverbot für raumfremde Mächte. Ein Beitrag zum Reichsbegriff im Völkerrecht. 1939.
- Positionen und Begriffe im Kampf mit Weimar — Genf — Versailles 1923—1939. 1940 (Aufsatzsammlung).
- Land und Meer. Eine weltgeschichtliche Betrachtung. 1942.
- Der Nomos der Erde im Völkerrecht des Jus Publicum Europaeum. 1950.
- Donoso Cortes in gesamteuropäischer Interpretation. 1950.
- Ex captivitate salus. Erinnerungen der Zeit 1945/47. 1950.
- Die Lage der europäischen Rechtswissenschaft. 1950.
- Gespräch über die Macht und den Zugang zum Machthaber. 1954.
- Hamlet oder Hekuba. Der Einbruch der Zeit in das Spiel. 1956.
- Verfassungsrechtliche Aufsätze aus den Jahren 1924—1954. 1958 (Aufsatzsammlung).
- Theorie des Partisanen. Zwischenbemerkung zum Begriff des Politischen. 1963.
- Politische Theologie II. Die Legende von der Erledigung jeder Politischen Theologie. 1970.
- Das internationalrechtliche Verbrechen des Angriffskrieges. Postum herausgegeben von Helmut Quaritsch, 1993.
- Staat — Großraum — Nomos. Postum herausgegeben von Günter Maschke, 1995.
- Frieden oder Pazifismus? Postum herausgegeben von Günter Maschke, 2005.

Переклади російською
- Шмитт К. Диктатура. От истоков современной идеи суверенитета до пролетарской классовой борьбы / Пер. с нем. Ю. Коринца под ред. Д. Кузницына. — СПб.: Наука, 2005. — 326 с. — (Слово о сущем.) ISBN 5-02-026895-X
- Шмитт К. Море против земли  DOC-файл
- Шмитт К. Новый номос Земли [Архівовано 30 вересня 2007 у Wayback Machine.] / Перевод с немецкого Ю. Ю. Коринца.
- Шмитт К. Политическая теология. — М:. Канон-Пресс-Ц, 2000. — 336 стр.
- Шмитт К. Понятие политического // Вопросы социологии. — 1992. — № 1. — С. 35—67. RAR-архив [Архівовано 4 березня 2016 у Wayback Machine.]
- Шмитт К. Планетарная напряженность между Востоком и Западом и противостояние Земли и Моря. // Элементы. — № 8. — М., 2000.
- Шмитт К. Теория партизана: Промежуточное замечание по поводу понятия политического / Пер. с немецкого Ю. Ю. Коринца. — М.: Праксис, 2007. — 304 с. ISBN 978-5-901574-66-9
- Шмитт К. Политический романтизм / Пер. с нем. Ю. Коринца. М.: Праксис, 2006.
- Шмитт К. Диктатура: от истоков современной идеи суверенитета до пролетарской классовой борьбы / Пер. с нем. Ю. Ю. Коринца; под ред. Д. В. Скляднева. — СПб.: Наука, 2006. — (Слово о сущем; т. 56) ISBN 5-02-026895-X
- Шмитт К. Левиафан в учении о государстве Томаса Гоббса. М. Владимир Даль, 2006.
- Шмитт К. Номос Земли. — М.: Владимир Даль, 2008. — 672 с. ISBN 978-5-93615-086-9
- Шмитт К. Государство и политическая форма. — М.: Издательский дом Государственного университета — Высшей школы экономики, 2010. — 272 с. ISBN 978-5-7598-0741-4
- Шмитт К. Глоссарий. Кн. 1. [недоступне посилання — історія] // Социологическое обозрение. Том 9. № 1. 2010. С. 75—78.
- Шмитт К. Беседа о власти и доступе к властителю (радиоэссе, 1954; Клетт-Котта, 2-ое издание, 2012)
- Шмитт К. Тирания ценностей (1960; Дункер унд Хумблот Ферлаг, 3-е издание, 2011)

Переклади польською
- Teologia polityczna i inne pisma, wybór, przekład i wstęp M. A. Cichocki, Znak, Kraków 2000, seria Demokracja. Filozofia i praktyka, ISBN 83-7006-957-6; Teologia polityczna i inne pisma, wybór, przekład i wstęp M. A. Cichocki, Wydawnictwo Aletheia, Warszawa 2012, ISBN 83-61182-79-5.
- Lewiatan w teorii państwa Tomasza Hobbesa, przekład M. Falkowski, posłowie P. Nowak, Prószyński i S-ka, Warszawa 2008, ISBN 978-83-7469-741-5
- Nauka o konstytucji, przekład Magdalena Kurkowska, Robert Marszałek, wstęp Marek A. Cichocki, Teologia Polityczna, Warszawa 2012, ISBN 978-83-62884-56-8

Англійською
- Бібліографія всіх перекладів праць Шмітта наведена тут.
- The Concept of the Political. George D. Schwab, trans. (University of Chicago Press, 1996; Expanded edition 2006, with an Introduction by Tracy B. Strong). Original publication: 1927, 2nd edn. 1932.
- Constitutional Theory. Jeffrey Seitzer, trans. (Duke University Press, 2007). Original publication: 1928.
- The Crisis of Parliamentary Democracy. Ellen Kennedy, trans. (MIT Press, 1988). Original publication: 1923, 2nd edn. 1926.
- Four Articles, 1931—1938. Simona Draghici, trans. (Plutarch Press, 1999). Originally published as part of Positionen und Begriffe im Kampf mit Weimar — Genf — Versailles, 1923—1939 (1940).
- Hamlet Or Hecuba: The Intrusion of the Time Into the Play. [Архівовано 9 листопада 2015 у Wayback Machine.] David Pan and Jennifer R. Rust, trans. (Telos Press [Архівовано 12 червня 2019 у Wayback Machine.], 2009). Originally published 1956.
- The Idea of Representation: A Discussion. E. M. Codd, trans. (Plutarch Press, 1988), reprint of The Necessity of Politics (1931). Original publication: 1923.
- Land and Sea. Simona Draghici, trans. (Plutarch Press, 1997). Original publication: 1954.
- Legality and Legitimacy. Jeffrey Seitzer, trans. (Duke University Press, 2004). Original publication: 1932.
- The Leviathan in the State Theory of Thomas Hobbes: Meaning and Failure of a Political Symbol. George D. Schwab & Erna Hilfstein, trans. (Greenwood Press, 1996). Original publication: 1938.
- The Nomos of the Earth in the International Law of the Jus Publicum Europaeum. G.L. Ulmen, trans. (Telos Press [Архівовано 12 червня 2019 у Wayback Machine.], 2003). Original publication: 1950.
- On the Three Types of Juristic Thought. Joseph Bendersky, trans. (Praegar, 2004). Original publication: 1934.
- Political Romanticism. Guy Oakes, trans. (MIT Press, 1986). Original publication: 1919, 2nd edn. 1925.
- Political Theology: Four Chapters on the Concept of Sovereignty. George D. Schwab, trans. (MIT Press, 1985 / University of Chicago Press; University of Chicago edition, 2004 with an Introduction by Tracy B. Strong. Original publication: 1922, 2nd edn. 1934.
- Roman Catholicism and Political Form. G. L. Ulmen, trans. (Greenwood Press, 1996). Original publication: 1923.
- State, Movement, People (includes The Question of Legality). Simona Draghici, trans. (Plutarch Press, 2001). Original publication: Staat, Bewegung, Volk (1933); Das Problem der Legalität (1950).
- Theory of the Partisan. G. L. Ulmen, trans. (Telos Press [Архівовано 12 червня 2019 у Wayback Machine.], 2007). Original publication: 1963; 2nd ed. 1975.
- The Tyranny of Values. Simona Draghici, trans. (Plutarch Press, 1996). Original publication: 1979.
- War/Non-War: A Dilemma. Simona Draghici, trans. (Plutarch Press, 2004). Original publication: 1937.